# Darksiders
Darksiders, ursprungligen kallat Wrath of War, är ett actionäventyrspel utvecklat av Vigil Games och gavs ut av THQ.
Spelet tar sin inspiration från apokalypsen, där spelaren tar rollen som War, en av Apokalypsens fyra ryttare. 
Spelet gavs ut till Xbox 360 och Playstation 3 den 5 januari 2010 i Nordamerika, den 7 januari 2010 i Australien, den 8 januari 2010 i Europa och den 18 mars 2010 i Japan. PC-versionen av spelet gavs ut i Nordamerika och Australien den 23 september 2010 och i Europa den 24 september 2010. Uppföljaren, Darksiders II, gavs ut i augusti 2012.

## Röstskådespelare
- Liam O'Brien - War
- Mark Hamill - The Watcher
- Phil LaMarr - Vulgrim
- Moon Bloodgood - Uriel
- Troy Baker - Abaddon, Straga, Tormented Gate
- Lani Minella - Silitha, Tiamat
- Vernon Wells - Samael
- Keith Szarabajka - Azrael
- J. B. Blanc - Ulthane
- Fred Tatasciore - The Charred Council